# Onderhoudsversie
Een onderhouds- of legacy-versie is een versie van software die gebaseerd is op inmiddels achterhaalde technologie, maar die voor de gebruiker nog steeds voldoet en daarom minimaal wordt onderhouden met kleine updates, waaronder beveiligingsupdates en bugfixes. Onderhoudsversies ontvangen geen nieuwe functies.
Legacyversies zijn uitermate stabiel en bevatten over het algemeen weinig fouten. Dit komt doordat deze versies lang onderhouden worden en dus reeds uitgebreid getest zijn. Er kunnen meerdere legacytakken onderhouden worden, waardoor gebruikers van oudere versies beveiligingsupdates kunnen uitvoeren waarbij de werking van de software niet verandert. Vaak worden er legacyversies gebruikt in productieomgevingen om het steeds herschrijven van andere gerelateerde programma's te voorkomen.
De interface van een onderhoudsversie kan veranderd worden om een betere toegankelijkheid tot de software te verkrijgen. Dit wordt vooral gedaan in bedrijven waar het belangrijk is om snel informatie te kunnen invoeren of raadplegen. De achterliggende techniek verandert echter niet, de interface ziet er enkel anders uit.

## Voorbeelden
- Firefox 3.6 werd een tijdlang onderhouden met beveiligingsupdates, terwijl versies 4.0 en hoger actief ontwikkeld werden. De interface bleef hetzelfde, terwijl die in versie 4.0 sterk vereenvoudigd werd.
- Een versie van de Linuxkernel wordt tot enkele jaren na datum verder onderhouden met stabiliteits- en beveiligingsupdates, zelfs als er in tussentijd een nieuwe, stabiele versie werd uitgebracht.